# Firewind
Firewind ist eine griechische Power-Metal-Band um Gitarrist Gus G.

## Geschichte
Ab 1999 begann Gus G. mit dem Komponieren und Aufnehmen von Demo-Songs und konnte damit das Interesse von Produzent David Chastain wecken. Weitere drei Jahre schrieb Gus G. Lieder, und schließlich suchten er und Chastain 13 davon für ein Album aus. Da noch keine Band für das Projekt existierte, engagierte Chastain verschiedene Musiker aus verschiedenen Ländern, um die einzelnen Instrumente beizusteuern. So wurden Gitarren, Bass und Keyboards in Griechenland aufgenommen, der Gesang (Stephen Fredrick) und das Schlagzeug (Brian Harris) in den USA, und abgemischt wurde es in Schweden. Tatsächlich trafen sich Gus G. und Sänger Fredrick erst Jahre später zum ersten Mal. Das Debütalbum wurde 2002 unter dem Titel Between Heaven and Hell veröffentlicht.
Für das zweite Album Burning Earth wurden ein neuer Schlagzeuger und ein neuer Bassist verpflichtet, mit denen Gus G. nach der Veröffentlichung auch auf Japan-Tournee ging und die so als erste richtige Bandbesetzung bezeichnet werden können. Sänger Fredrick steuerte zwar erneut seine Stimme bei, war aber nicht für eine Tournee zu haben und wurde durch Chity Somapala ersetzt. Neu war auch Bob Katsionis an den Keyboards.

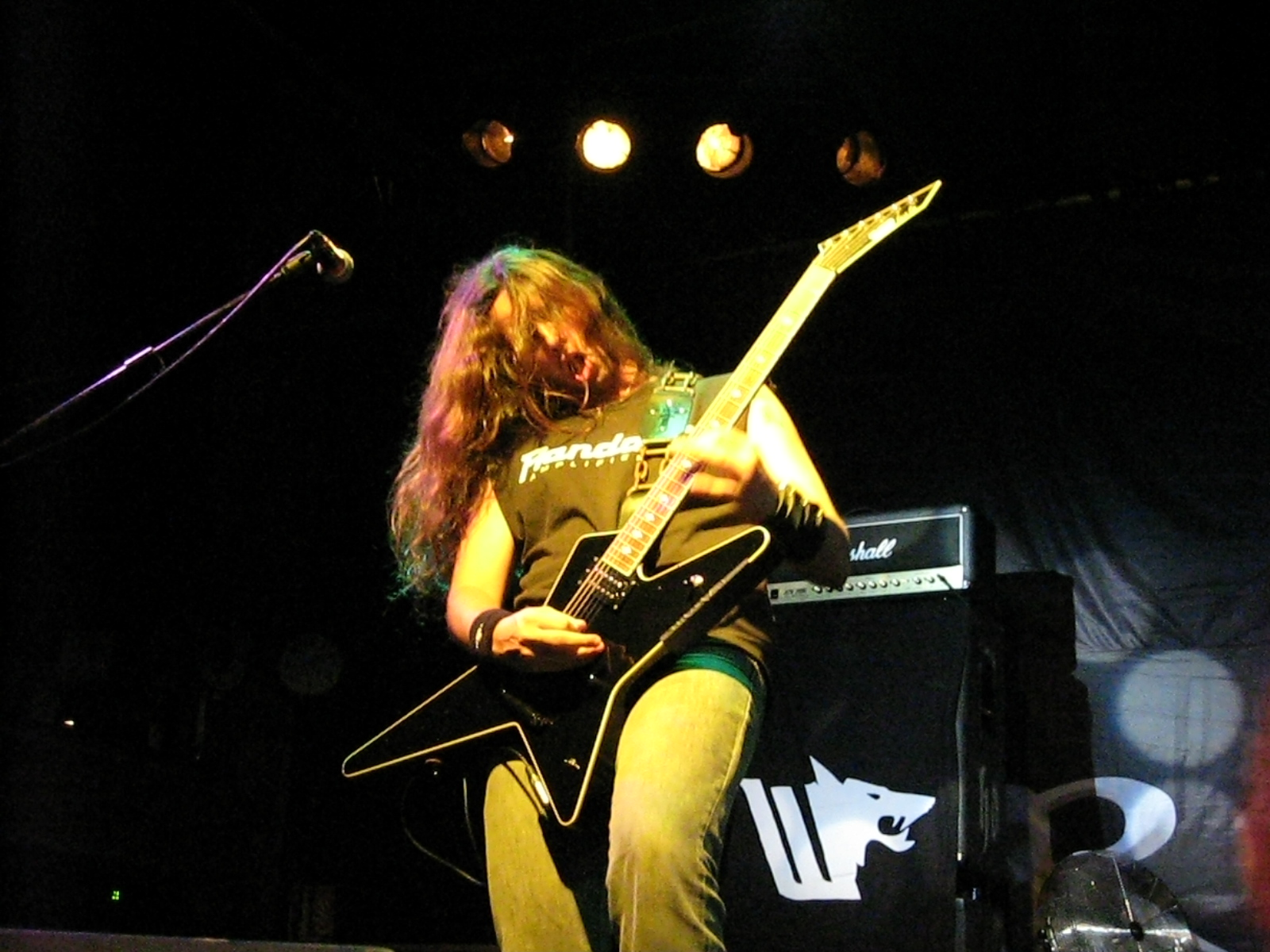
Gus G. live in Dudley

Mit der neu zusammengestellten Band nahm Gus G. das dritte Album Forged by Fire auf, das 2005 veröffentlicht wurde. Im selben Jahr spielte Firewind als Vorband neben Lordi und Thunderstone beim Icebreaker Festival mit. Headliner war Hammerfall.
Gleichzeitig drehte sich das Besetzungskarussell weiter: Somapala verließ die Band auf eigenen Wunsch, und bevor mit Apollo Papathanasio ein Ersatz gefunden werden konnte, ging auch Schlagzeuger Kristoffersen.
Dennoch entschied sich Gus G. dafür, Firewind zu seinem Hauptprojekt zu machen und stieg zwischen 2004 und 2006 nach und nach aus seinen anderen Bands Dream Evil, Mystic Prophecy und Nightrage aus.
Im Jahr 2006/2007 tourte die Band durch Asien, die USA, Afrika und Europa und spielte fast 100 Konzerte. Zwischen Headliner-Shows und Special-Guest-Acts spielte Firewind unter anderem im Vorprogramm von Dragonforce, Kamelot, Sonata Arctica, Edguy und Joe Satriani.
Am 28. März 2008 erschien ihr neues Album The Premonition. Im April und Mai ging sie zusammen mit Kamelot und Forever Slave auf eine Europa-Tournee. Im Herbst desselben Jahres erschien ihre erste Live-DVD. Die 100-minütige Show ist in Thessaloniki aufgenommen worden. Im Jahr 2010 erschien das Album Days of Defiance, 2012 Few Against Many.
Firewind hat am 15. Januar 2013 Kelly Sundown Carpenter (Adagio, Beyond Twilight etc.) als neuen Sänger für ihre bevorstehende „North American Tour“ angekündigt, nachdem der langjährige Sänger Apollo Papathanasio die Band verlassen hatte.
Ende 2015 gaben Firewind mit Henning Basse (ex-Metalium) einen neuen Sänger bekannt, mit dem das Album „Immortals“, welches das achte Studioalbum der Band darstellt, am 20. Januar veröffentlicht wurde.
Im März 2020 gab die Band bekannt, dass Sänger Basse und Gitarrist Katsionis die Band verlassen haben. Als Ersatz für Basse wurde Herbie Langhans angekündigt.

## Diskografie

### Studioalben
- 2002: Between Heaven and Hell
- 2003: Burning Earth
- 2005: Forged by Fire
- 2006: Allegiance
- 2008: The Premonition
- 2010: Days of Defiance
- 2012: Few Against Many
- 2017: Immortals
- 2020: Firewind
- 2024: Stand United

### Andere Alben
- 1998: Nocturnal Symphony (Demo)
- 2008: Live Premonition
- 2013: Apotheosis - Live 2012
- 2023: Still Raging – 20th Anniversary Show

### Singles
- 2006: Falling to Pieces
- 2007: Breaking the Silence
- 2008: Mercenary Man
- 2010: World on Fire
- 2011: Embrace the Sun